# Fabrizio Miccoli
Fabrizio Miccoli (pronunție în italiană [fabrițio]; n. 27 iunie 1979) este un fost fotbalist italian care a jucat la echipa US Lecce în Lega Pro Prima Divisione.

## Palmares

### Club
- Supercoppa Italiana: 2003

### Individual
- Coppa Italia – Golgheter: 2002–03 (5 goluri)

## Statistici carieră
La 3 mai 2015.
| Club               | Divizie                  | Sezon         | Campionat | Campionat | Cupă    | Cupă   | Continental | Continental | Total   | Total  |
| Club               | Divizie                  | Sezon         | Meciuri   | Goluri    | Meciuri | Goluri | Meciuri     | Goluri      | Meciuri | Goluri |
| ------------------ | ------------------------ | ------------- | --------- | --------- | ------- | ------ | ----------- | ----------- | ------- | ------ |
| Casarano           | Serie D                  | 1996–97       | 27        | 8         | —       | —      | —           | —           | 27      | 8      |
| Casarano           | Serie D                  | 1997–98       | 30        | 11        | —       | —      | —           | —           | 30      | 11     |
| Casarano           | Total                    | Total         | 57        | 19        | —       | —      | —           | —           | 57      | 19     |
| Ternana            | Serie B                  | 1998–99       | 30        | 1         | 2       | 0      | —           | —           | 32      | 1      |
| Ternana            | Serie B                  | 1999–2000     | 33        | 9         | 7       | 0      | —           | —           | 40      | 9      |
| Ternana            | Serie B                  | 2000–01       | 23        | 7         | 2       | 0      | —           | —           | 25      | 7      |
| Ternana            | Serie B                  | 2001–02       | 34        | 15        | 4       | 3      | —           | —           | 38      | 18     |
| Ternana            | Total                    | Total         | 120       | 32        | 15      | 3      | —           | —           | 135     | 35     |
| Perugia (împrumut) |                          |               |           |           |         |        |             |             |         |        |
| Serie A            | 2002–03                  | 34            | 9         | 6         | 5       | 2      | 2           | 42          | 16      |        |
| Juventus           | Serie A                  | 2003–04       | 25        | 8         | 6       | 1      | 6           | 1           | 37      | 10     |
| Juventus           | Serie A                  | 2004–05       | 0         | 0         | 1       | 0      | 0           | 0           | 1       | 0      |
| Juventus           | Total                    | Total         | 25        | 8         | 7       | 1      | 6           | 1           | 38      | 10     |
| Fiorentina         |                          |               |           |           |         |        |             |             |         |        |
| Serie A            | 2004–05                  | 35            | 12        | 4         | 0       | —      | —           | 39          | 12      |        |
| Benfica (împrumut) | Primeira Liga            | 2005–06       | 17        | 4         | 0       | 0      | 6           | 2           | 23      | 6      |
| Benfica (împrumut) | Primeira Liga            | 2006–07       | 22        | 10        | 0       | 0      | 11          | 3           | 33      | 13     |
| Benfica (împrumut) | Total                    | Total         | 39        | 14        | 0       | 0      | 17          | 5           | 56      | 19     |
| Palermo            | Serie A                  | 2007–08       | 22        | 8         | 0       | 0      | 0           | 0           | 22      | 8      |
| Palermo            | Serie A                  | 2008–09       | 30        | 14        | 1       | 0      | —           | —           | 31      | 14     |
| Palermo            | Serie A                  | 2009–10       | 35        | 19        | 3       | 3      | —           | —           | 38      | 22     |
| Palermo            | Serie A                  | 2010–11       | 21        | 9         | 4       | 1      | 3           | 0           | 28      | 10     |
| Palermo            | Serie A                  | 2011–12       | 28        | 16        | 0       | 0      | 2           | 1           | 30      | 17     |
| Palermo            | Serie A                  | 2012–13       | 29        | 8         | 1       | 2      | 0           | 0           | 30      | 10     |
| Palermo            | Total                    | Total         | 165       | 74        | 9       | 6      | 5           | 1           | 179     | 81     |
| Lecce              | Lega Pro Prima Divisione | 2013–14       | 27        | 14        | 3       | 0      | —           | —           | 30      | 14     |
| Lecce              | Lega Pro Prima Divisione | 2014–15       | 17        | 3         | 1       | 2      | —           | —           | 18      | 5      |
| Lecce              | Total                    | Total         | 44        | 17        | 4       | 2      | —           | —           | 48      | 19     |
| Total carieră      | Total carieră            | Total carieră | 519       | 185       | 45      | 17     | 30          | 9           | 594     | 211    |